# Củ dền

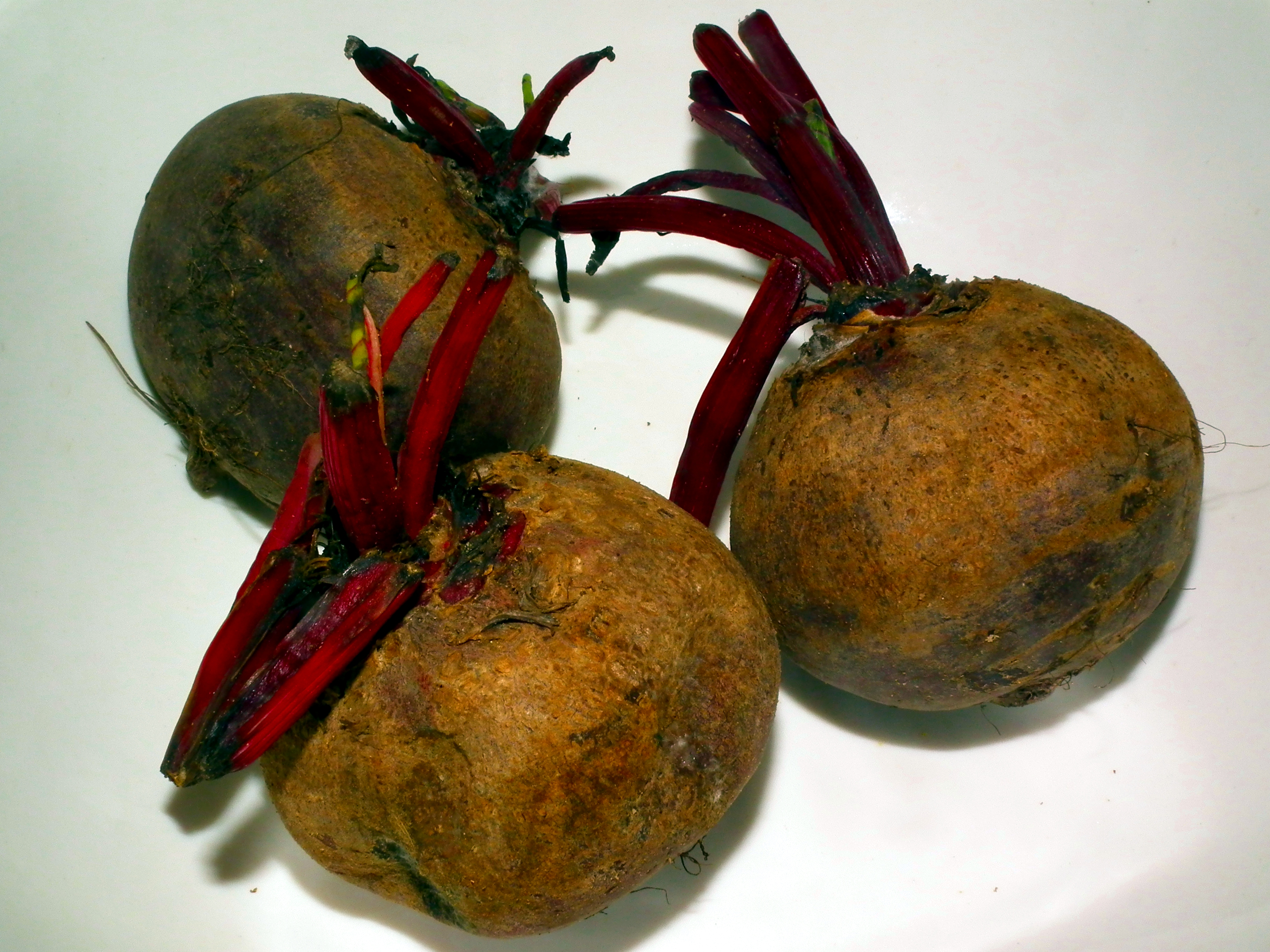
Củ dền thành phẩm đặt trên đĩa

Củ dền (tiếng Anh: beet, beetroot) hay củ dền đỏ (red beet) là một trong nhiều loại củ cải ngọt (Beta vulgaris) và là loại củ được trồng nhiều nhất tại Bắc Mỹ, Trung Mỹ và Anh Quốc.

## Đặc điểm
Củ dền có hai màu: tím than và đỏ thẫm, vỏ đen xù xì. Trong tự nhiên cũng có hai dạng củ: củ dền dài và củ dền tròn. Khi cắt ngang củ thấy ruột củ có nhiều khoang đậm nhạt khác nhau tạo thành các vòng tròn đồng tâm. Sở dĩ dền có màu đỏ là nhờ hợp chất hỗn hợp tự nhiên betacyanin (đỏ) và betasanthin (tím) cấu thành từ hóa tính thực vật.

## Dinh dưỡng
Củ dền và cả lá của cây chứa nhiều vitamin A, B1, B2, B6 và C. Lá và thân rau dền có chứa nhiều chất sắt hơn so với rau bina (spinach). Chúng cũng chứa rất nhiều chất calci, magnesi , đồng, phosphor, natri và sắt.
Củ dền cũng là một nguồn cung cấp đáng kể các chất choline, acid folic, iod, mangan, natri hữu cơ, kali, chất xơ và carbohydrates ở dạng đường tiêu hóa tự nhiên. Hàm lượng chất sắt trong củ dền, mặc dù không cao, nhưng có chất lượng cao nhất và tốt nhất và được xem là một loại thực phẩm có tính bổ máu.
Chính vì hàm lượng dinh dưỡng trong củ mà từ lâu củ dền đã nổi tiếng với những lợi ích về sức khỏe cho hầu hết các phần của cơ thể con người, giúp cải thiện tình trạng bệnh tật như nhiễm toan, thiếu máu, xơ vữa động mạch, huyết áp, giãn tĩnh mạch, loét dạ dày, táo bón, nhiễm độc, bệnh gan và mật, gout, ung thư, gàu tóc.

## Tiêu thụ
Rễ màu đỏ thẫm của củ dền được chế biến bằng cách luộc, nướng, nấu canh để ăn như rau củ nấu chín, hoặc có thể dùng làm salad sau khi nấu và thêm dầu và giấm hoặc cũng có thể ăn sống, ép nước. Lượng lớn củ dền sản xuất thương mại được xử lý bằng cách đun sôi và khử trùng hoặc muối dưa. Ở Đông Âu, súp củ dền ví dụ như món borscht là một món ăn rất phổ biến. Trong ẩm thực Ấn Độ, củ dền xắt nhỏ, nấu chín, tẩm gia vị cũng là một món ăn thêm thông thường. Củ dền màu vàng được trồng với quy mô rất nhỏ phục vụ tiêu dùng gia đình.
Phần lá xanh bên trên của củ cũng ăn được. Cách chế biến phổ biến nhất là luộc và hấp, khi đó nó có mùi vị và bề ngoài giống như rau chân vịt.

## Thông tin khác
Là một trong những giống củ cải ngọt thuộc họ Dền, tuy nhiên củ dền đỏ ít nhiều phân biệt với củ cải đường (sugar beet) chuyên dùng để chiết lấy đường, củ cải đường thường to hơn và có màu trắng.
Củ dền cũng phân biệt với củ cải đỏ (radish), một loại củ thuộc họ Cải có hình thức gần tương tự củ dền tuy nhỏ hơn một chút và màu sắc ngoài vỏ tươi hơn (giống màu cánh sen). Củ cải đỏ có ruột màu trắng và hương vị tương tự như củ cải trắng.